# Joshua Tui Tapasei
Joshua Tui Tapasei (* 30. Mai 1979) ist ein tuvaluischer Fußballspieler, der für Nauti A und für die tuvaluische Fußballauswahl spielt. Er spielt auf der Position des Abwehrspielers. Er spielte schon sieben Spiele für die tuvaluische Nationalmannschaft.

## Karriere

### Verein
Tui Tapasei spielt seit 2003 für Nauti FC.

### Nationalmannschaft
Tui Tapasei gab sein Debüt für Tuvalu im Spiel gegen Kiribati bei den Südpazifikspielen 2003. 2011 war er unter Foppe de Haan bei den Pazifikspielen dabei und wurde in vier Begegnungen eingesetzt. Das Team belegte den vierten Platz in der Gruppe A.

## Erfolge
- Tuvalu A-Division: (7) 2005, 2007, 2008, 2009, 2010, 2011, 2012
- NBT Cup: (2) 2009, 2010
- Independence Cup: (3) 1999, 2008, 2009